# Relacje interpersonalne
Relacje interpersonalne (czyli związki między ludźmi) – sposób wyrażania między dwoma lub więcej partnerami interakcji uczuć i postaw (co wynika z psychologicznego podziału pomiędzy ja i ty). Relacje koncentrują się na wzajemnych stosunkach ich uczestników, które odnoszą się do pozytywnych bądź negatywnych powiązań pomiędzy partnerami, których wyrazem mogą być na przykład: agresja, wrogość, atrakcyjność interpersonalna, miłość, zakochanie, intymność, obojętność, nienawiść, konflikt, zerwany kontakt, dystans emocjonalny, admiracja, skupienie uwagi, przemoc, manipulacja, kontrolowanie, lekceważenie.

## Źródło i typ relacji
Psychologiczna warstwa relacji interpersonalnych jest wynikiem korelacji jakości partnerów, okoliczności, w których zachodzą oraz predyspozycji podmiotu, które wynikają z osobowości, jednak ich źródło może zostać zawężone do „ja” społecznego. 
„Ja” społeczne jest tą strukturą, która odpowiada za typ relacji interpersonalnych: 
- Jeśli przybiera ono obronne kształty, następuje izolacja społeczna, wtedy relacje będą wyrażać nieufność, podejrzliwość i lęk.
- Tam, gdzie te odniesienia są otwarte i pozytywne wówczas relacje ujawniają się jako otwarcie na partnera, poszukiwanie z nim kontaktu oraz osiąganie wspólnych celów.

Zmiana relacji w kierunku bardziej pozytywnym polega w znacznej mierze na uczeniu się nowych umiejętności: przekazywania adekwatnych informacji o swoich potrzebach i oczekiwaniach od partnera, uczenia się unikania sytuacji podwójnego komunikatu, uczenia się słuchania partnera i odróżniania poziomu informacji o treści od poziomu informacji o relacji. Jest to uczenie się dostrzegania wpływu własnych i partnera stanów emocjonalnych i schematów poznawczych na procesy zniekształcania informacji nadawanych i odbieranych.
Relacje interpersonalne odgrywają istotną rolę zarówno w kontaktach między ludźmi w rodzinie, w otoczeniu, jak i w pracy.

## Podział
Relacje interpersonalne można podzielić na:
- rzeczywiste (oparte na faktach, z jasno wyznaczonymi rolami)
- przeniesieniowe (bazujące na oczekiwaniach lub mylone z relacjami do innych osób).